# Mr. Bean (sèrie de dibuixos animats)
Mr. Bean és una sèrie de televisió animada del 2002 sobre la base de la sèrie de televisió britànica Mr. Bean (1990). Inclouen els personatges de la sèrie original com Irma Gobb, Teddy i el misteriós conductor del Reliant Superv, amb la incorporació de la Sra Wicketla propietària del pis, on viu el mr. Bean), i el seu gat Scrapper malament.

## Personatges
- Mr. Bean (amb la veu de veu: Rowan Atkinson). És el protagonista de la sèrie. És entremaliat i fa desastres nombrosos i sempre es troba amb problemes d'una manera indirecta. En comparació amb la sèrie de Mr. Bean (1990) es revela que ell viu a 112 Arbour.
- Teddy És l'os de peluix de Mr. Bean.
- Mrs. Julia Wicket (amb la veu de Sally Grace). És la propietària del pis on viu Mr. bean. Ella és el propietari del gat anomenat Scrapper. Ella poques vegades és agradable, té un mal caràcter i sempre que tanca la porta es cau un quadre.
- Scrapper (amb la veu de Frank Welker). És el gat de la Mrs. Julia Wicket que menysprea a tots els éssers humans, especialment el Mr. Bean. Scrapper és el segon principal antagonista de la sèrie. Els seus passatemps inclouen gratar-se, moure el ratolí i ficar a Bean en problemes terribles. Va ser adoptat per la Sra Julia Wicket.
- Irma Gobb (amb la veu de Matilda Ziegler). És l'autoproclamada promesa de Mr. Bean. Al contrari que la sèrie original, Irma és aquí com una versió femenina de Mr. Bean.
- Lottie. És l'os de peluix de la Irma. És gairebé idèntic al peluix de Mr. Bean, excepte que ella té pestanyes i un llaç vermell. Ella ha estat vist com la promesa de Teddy, encara que Mr. Bean no vol que estiguin en una relació.
- Cotxe de Mr. Bean. És de color verd com s'ha vist al llarg de tota la sèrie, incloent els episodis de la sèrie Mr. Bean(1990) amb carn i os, excepte per al primer episodi en la versió d'acció real que és de color taronja que va ser destruït després d'un truc.
- Els lladres. És un duo de delinqüentes no identificades que sovint cometen delictes. Una és grossa i fornida, i l'altre és petita. Mai aconsegueixen el que volen si Mr. Bean està a prop.
- Els Veïns. Personatges sense nom que són uns estereotips de la classe treballadora d'una família composta pel sobrepès, la gent avorrida i estúpida. El pare ha estat descrit com una persona molt agressiva i cruel amb Mr. Bean i és el més estúpid de tota la família. La seva esposa és terriblement mandrós. Tenen tres fills entremaliats i travesses. La família ha demostrat que està en un desacord constant entre si.
- Amiga de la Mrs. Julia Wicket. Una personatge sense nom que sempre està amb la senyora Julia Wicketper ajudar-la.

## Capítols

### Primera temporada
1. "In The Wild"
2. "Missing Teddy"
3. "Artful Bean"
4. "The Fly"
5. "No Parking"
6. "Bean's Bounty"
7. "Mime Games"
8. "Spring Clean"
9. "No Pets"
10. "Ray Of Sunshine"
11. "Birthday Bear"
12. "The Mole"
13. "Roadworks"
14. "The Sofa"
15. "Nurse!"
16. "Dead Cat"

### Segona temporada
1. "Gadget Kid"
2. "The Visitor"
3. "Royal Bean"
4. "Young Bean"
5. "Goldfish"
6. "Inventor"
7. "Car Trouble"
8. "Restaurant"
9. "Hot Date"
10. "Wanted"
11. "Big TV"
12. "Keyboard Capers"
13. "Camping"
14. "Chocks Away!"
15. "Super Trolley"
16. "Magpie"

### Tercera temporada
1. "Cat Sitting"
2. "The Bottle"
3. "Art Thief"
4. "Scaredy Bean"
5. "Bean in Love"
6. "Double Trouble"
7. "Hopping Mad!"
8. "A Grand Invitation"
9. "A Royal Makeover"
10. "SuperMarrow"
11. "A Running Battle"
12. "Egg And Bean"
13. "Haircut"
14. "Neighbourly Bean"
15. "The Ball"
16. "Toothache"
17. "In The Pink"
18. "Dinner For Two"
19. "Treasure!"
20. "Homeless"